# تل القصيلة
تل القصيلة هو موقع أثري بالقرب من نهر العوجا في تل أبيب، إسرائيل. يحتوي الموقع -الذي يزيد عمره عن 3000 عام- على بقايا مدينة ساحلية؛ أسسها الفلستيون في القرن الثاني عشر قبل الميلاد.
قبل عام 1948، كانت على أراضي قرية الشيخ مؤنس؛ التي تم إخلائها في حرب فلسطين 1947- 1949. وبينما كانت الحرب لا تزال مستمرة، في أواخر 1948، حصل الموقع على أول تصريح أثري من قبل دولة إسرائيل المعلنة حديثًا. تقع اليوم على أراضي متحف أرض إسرائيل، الذي تم بناؤه عام 1953.
قبل عمليات التنقيب الأولى هذه، تم اكتشاف قطعتين فخار مهمتين في الموقع في 1945-1996، على يد جاكوب كابلان وروبرت هوف.

## التاريخ
في 1815، بعد التنقيب في أنقاض عسقلان القديمة، اقترحت الليدي هيستر ستانهوب إجراء حفر في موقع يُسمى الخربي، والذي يقع على بعد 12 ميلاً شمال شرق يافا على ضفاف نهر العوجا (نهر اليركون اليوم). لاحظ مرافق ستانهوب أنه "يوجد العديد من الأدلة؛ على أن هذه المنطقة كانت ذات كثافة سكانية عالية يوماً ما".
حصل بنيامين مازار على أول تصريح تنقيب أثري؛ أصدرته دولة إسرائيل للتنقيب هناك في 1948. وقام بإدارة أعمال التنقيب اللاحقة في الموقع في الفترة من 1971 إلى 1974 ومرة أخرى من 1982 إلى 1990. وكشفت الحفريات عن التطور التدريجي للمدينة الفلستية على مدى 150 عاماً، منذ تأسيسها (المستوى الثاني عشر) وحتى ذروة نموها (المستوى العاشر) في نهاية القرن الحادي عشر قبل الميلاد.

## الاكتشافات الأثرية
اكتُشفت المنطقة المُقدسة للمدينة الفلستية؛ لتكشف عن ثلاثة معابد، بنيت واحداً فوق الآخر. بُنيت المعابد بجدران من الطوب اللبن المُجفف بالشمس، وتمت تغطيتها بالجص ذي الألوان الفاتحة. كما بُنيت مقاعد منخفضة بطول الجدران. عُثر على العديد من أواني القرابين والعبادة في الطوابق، وتركزت بشكل رئيسي حول "البامة" وفي تجاويف التخزين بالمعابد. وعُُثر على مبنى سكني في الجهة الشمالية من الشارع، فيما اكتشفت ورش ومخازن في الجهة الجنوبية. تم بناء المنازل وفقًا لمخطط قياسي - كانت مربعة الشكل، بمساحة حوالي 100 متر مربع لكل شقة. وتتضمن كل شقة غرفتين مستطيلتين، يفصل بينهما فناء.

## الخان الاسلامي
كشفت الحفريات في الثمانينيات عن مبنى كبير بـفناء، يعود تاريخه إلى العصر العباسي. تم تأريخ المبنى من خلال المُنقبين له؛ إلى الفترة ما بين القرن التاسع والقرن الحادي عشر، على رغم العثور على ساكنين سابقين (أمويين) ولاحقا (صليبيين) للموقع. يشير تصميم المبنى وموقعه (عند نقطة عبور النهر) إلى أنه كان خاناً.
تم حفر الجزء الشمالي فقط من المبنى، أما الباقي فكان مرئيًا فقط كخنادق للصوص. ومن خلال الأجزاء المحفورة؛ تم تقدير مساحة المبنى بـ 28 مترًا مربعًا. يؤدي المدخل المُمهد- في منتصف الجدار الشمالي- إلى فناء مُمهد بالحصى. وكان للفناء أروقة من الجانبين الشرقي والغربي، مدعمة بأعمدة. في الزاوية الشمالية الغربية من الفناء كانت هناك بقايا درج. تم الكشف عن عدة غرف صغيرة تصطف على جانبي الفناء.